# Minar Zarza
Minar Zarza è un comune dell'Algeria, situato nella provincia di Mila.